# Гулькевичское городское поселение
Гулькевичское городское поселение — муниципальное образование в Гулькевичском районе Краснодарского края России.
Административный центр — город Гулькевичи.
В рамках административно-территориального устройства Краснодарского края городскому поселению соответствует город районного значения с подчинёнными ему двумя сельскими населёнными пунктами.

## Население
| 2010    | 2012    | 2013    | 2014    | 2015    | 2016    | 2017    |
| ------- | ------- | ------- | ------- | ------- | ------- | ------- |
| 39 531  | ↘39 146 | ↘38 834 | ↘38 680 | ↘38 538 | ↘38 520 | ↗38 616 |
| 2018    | 2019    | 2020    | 2021    | 2023    |         |         |
| ↘38 453 | ↘38 382 | ↗38 426 | ↘37 794 | ↘37 561 |         |         |

## Населённые пункты
В городское поселение входят 3 населённых пункта:
| № | Населённый пункт | Тип населённого пункта | Население (чел.) |
| - | ---------------- | ---------------------- | ---------------- |
| 1 | Гулькевичи       | город                  | ↘32 911          |
| 2 | Лебяжий          | хутор                  | ↗221             |
| 3 | Майкопское       | село                   | ↗4216            |